# SG Weißensee
Die SG Weißensee war eine Ost-Berliner Sportgemeinschaft, die im ehemaligen nördlich gelegenen Bezirk Weißensee beheimatet war. Ihr Nachfolger ist der eingetragene Verein SG Weißensee 49.

## Überblick
Die Anfänge der Sportgemeinschaft Weißensee gehen bis auf die ersten Jahre nach dem Ende des Zweiten Weltkriegs zurück, als zur Weiterführung des Sportverkehrs anstelle der verbotenen Sportvereine lose organisierte Sportgruppen gegründet werden durften. Die SG Weißensee beteiligte sich schon 1945/46 an der Berliner Fußballmeisterschaft, bis 1949 bot die SG bereits die Sportarten Angeln, Fußball, Handball, Kegeln, Ringen, Schach und Schwimmen an. Später kamen noch die Sektionen Boxen, Hockey und Turnen hinzu. Zwischen 1949 und 1953 traten die Sportler als „Sportclub Weißensee“ an. Für die Freiluftsportarten stand das Stadion Buschallee zur Verfügung. Die SG Weißensee stellte in der Sportpolitik der DDR eine Besonderheit dar, da sie sich nicht unter das System der Betriebssportgemeinschaften gestellt hatte und somit auf die organisatorische und finanzielle Unterstützung eines Trägerbetriebs verzichtete. Als nach der politischen Wende von 1990 in Ostdeutschland wieder Vereine nach bundesdeutschem Recht gegründet werden konnten, bildete sich die SG Weißensee in die „SG Weißensee 49 e.V.“ um, die die Tradition der bisherigen Sportgemeinschaft im Ringen und Schach fortsetzt.

## Sportliche Bilanz

### Handball
Die Sektion Handball hatte die größten Erfolge aufzuwarten. In den Nachkriegsjahren gehörten sowohl die Männer als auch die Frauen zu den Spitzenmannschaften im Gesamtberliner Feldhandball. 1946 und 1947 gewannen die Männer und 1947 die Frauen die Berliner Meisterschaft. Bis 1950 blieb der SC Weißensee bei den Männern beste Ost-Berliner Mannschaft in der Gesamtberliner Feldhandball-Oberliga. Nachdem sich 1950 die Ost-Berliner Sportgemeinschaften vom Gesamtberliner Sportverkehr abgespalten hatten, verlagerten sich die Erfolge der Weißenseer auf den Hallenhandball, wo 1950 die Männer und 1952 die Frauen die DDR-Meisterschaft errangen.

### Fußball
Bereits 1945/46 wurde in Gesamtberlin der Fußballmeister ermittelt. In der Vorrunde beteiligten sich 36 Sportgemeinschaften, darunter auch die SG Weißensee. Als Gruppenletzter schied vorzeitig aus. In den folgenden Spielzeiten stieg die SG bzw. der SC bis in die 1. Fußballklasse, die 3. Gesamtberliner Liga, ab. Von der Saison 1950/51 an hatte sich der Ost-Berliner Sport von Gesamtberlin abgespalten und für den Fußball separate Ligen eingerichtet. In die Landesklasse (1. Ost-Berliner Liga) wurde auch der SC Weißensee eingegliedert, der jedoch nicht die erforderlich Spielstärke aufwies und nach einer Saison abstieg. Er stieg in die Bezirksklasse ab, wo die Weißenseer, inzwischen wieder als Sportgemeinschaft auftretend, bis 1956 verblieben. Danach wurde die Bezirksklasse von zwei auf eine Staffel reduziert, und als Staffelsechster musste die SG Weißensee in die Ost-Berliner 1. Fußballklasse absteigen und fand sich damit in der 6. Fußball-Liga im DDR-Fußball wieder. Ein Aufstieg in die höheren Ligen wurde nicht wieder erreicht.

### Weitere Sportarten
- Im Boxsport  beteiligte die SG Weißensee an den in den 1950er Jahren üblichen Boxturnieren, bei denen ihre Sportler zahlreiche Siege erzielten. Daneben machte die Sportgemeinschaft vor allem mit ihrer erfolgreichen Nachwuchsarbeit auf sich aufmerksam. Als Einzelkämpfer traten bei den Männern der Leichtgewichtler Spremberg und bei den Jugendlichen der Federgewichtler Quitschau mehrfach als Sieger in Erscheinung.
- Im Hockey beteiligte sich die SG Weißensee bereits ab 1946 an der Gesamtberliner Hockeymeisterschaft, bei der sie 1950 in der Halle den neunten Platz unter zehn Mannschaften belegte. Bei der ersten DDR-Hallenmeisterschaft wurde der SV 1951 Dritter. Nach ihrer Beteiligung an der Feld-Oberliga 1952 und dem Gewinn der Berliner Hallenmeisterschaft verschwand die SG Weißensee aus dem Hockeygeschehen und wurde später von der BSG Tiefbau Berlin abgelöst.
- Zwei Höhepunkte hatte die Sektion Kegeln zu Zeiten des DDR-Sports zu verzeichnen: 1953 war sie in der Oberliga, der höchsten Spielklasse vertreten, 1986 gewann die Damenmannschaft den FDGB-Pokal.
- Die Sektion Schach feierte 1954 den Aufstieg in die DDR-Oberliga. Dort konnten sich die Schachspieler bis 1956 halten, stiegen danach in die zweitklassige DDR-Liga ab, aus der sie nach einem Jahr in die Bezirksliga abstiegen. Dort verblieben sie bis 1989.
- Im Wasserball gehörte die SG bzw. der SC Weißensee in Berlin zur Spitze. Schon ab 1946 beteiligte sich die Sportgemeinschaft an den Punktspielen um die Berliner Wasserball-Meisterschaft. Der Sportclub wurde 1951 und 1952 Ost-Berliner Meister und nahm an den Endrunden um die DDR-Meisterschaft teil. Mit Platz drei bei der Endrunde 1953 erreichten die Weißenseer ihren größten Erfolg. Anschließend wechselten die Wasserballer zur BSG Motor.